# Hemsleya emeiensis
Hemsleya emeiensis är en gurkväxtart som beskrevs av Lian Dai Tai Shen och W.J. Chang. Hemsleya emeiensis ingår i släktet Hemsleya och familjen gurkväxter. Inga underarter finns listade i Catalogue of Life.